# فرودگاه گودسیل
فرودگاه گودسیل (به انگلیسی: Goodsoil Airport) یک فرودگاه همگانی است که یک باند فرود چمن دارد و طول باند آن ۸۹۹ متر است. این فرودگاه در کشور کانادا قرار دارد و در ارتفاع ۵۳۳ متری از سطح دریا واقع شده‌است.